# Jo In-sung
Jo In-sung (en hangul, 조인성; Seúl, 28 de julio de 1981) es un actor surcoreano conocido inicialmente como modelo de Ziozia, y como actor en las series de televisión What Happened in Bali (2004), y That Winter, the Wind Blows (2013), y en las películas A Dirty Carnival (2006) y A Frozen Flower (2008).

## Biografía
Jo In-sung nació en Cheonho-dong, Gangdong-gu, Seúl.
Jo fue a la escuela en Seúl, posteriormente asistió al instituto Chunnam Science College y más tarde a la universidad Dongguk, donde estudió artes interpretativas. Sin embargo fue expulsado de la universidad debido a no asistir a las clases.
En 2013 comenzó a salir con la actriz Kim Min-hee sin embargo la relación finalizó en 2014.

## Carrera
Comenzó su carrera como actor con un papel menor en el drama titulado Piano de la SBS, cuya contraparte infantil fue interpretada por el niño actor Choi Tae Joon.
Dándose posteriormente a conocer gracias a su papel en la serie 'to Shoot the Star' ('Byul eul so ta'). Más tarde interpretó el personaje principal en la película 'The Classic', donde interpretaba a Sang Min, un hombre incapaz de mostrar su amor por Ji Hae (Son Ye-jin). En 2004 volvió a la televisión con el drama 'What happened in Bali', interpretando a Ha Ji-won. A su vez consiguió los premios al mejor beso y mejores lágrimas de la SBS. En 2005 interpretó a 'Uen Sob' en A Spring Day junto a Ji Jin Hee.
En septiembre del mismo año se anunció que estaba en pláticas para unirse al elenco principal de la serie Moving.

## Filmografía

### Películas
- Public Toilet (人民公厕) (2002)
- Madeleine (마들렌) (2003)
- The Classic (클래식) (2003)
- Love of the South and North (남남북녀) (2003)
- Dirty Carnival (비열한 거리) (2006)
- A Frozen Flower(쌍화점) (2008)
- The Art of Fist Duel (권법) (2013)
- The King (왕)(2017)[7][8]
- The Great Battle (대 전투)(2018)
- Escape from Mogadishu (모가디슈) (2021) -  Kang Dae-jin[9]
- Smugglers (2023).[10][11][12]

### Series de televisión
- School 3 (학교3) (KBS1, 2001)
- Drama City "Like An Innocent Comic" (KBS2, 2001)
- Nonstop 2 (논스톱 2) (MBC, 2001)
- Piano (피아노) (SBS, 2001)
- Daemang (대망) (SBS, 2002)(Cameo)
- Shoot for the Stars (별을쏘다) (SBS, 2002)
- Something Happened in Bali (발리에서 생긴 일) (SBS, 2004)
- Spring Days (봄날) (SBS, 2005)
- That Winter, the Wind Blows (그 겨울, 바람이 분다) (SBS, 2013)
- It's Okay, That's Love (괜찮아, 사랑이야)  (SBS, 2014)
- Dear My Friends (디어 마이 프렌즈) (2016)
- Moving (Disney+,  JTBC, 2022-)[13][14][6]

### Programas de variedades
- Unexpected Business Season 2 (tvN, 2021) - miembro[15]
- Unexpected Business (tvN, 2021) - miembro
- Radio Star (2018) - invitado - junto a Nam Joo-hyuk, Bae Seong-woo y Park Byung-eun[16]
- Running Man (2015, Ep. 251)
- 2 Days & 1 Night (2014, Ep. 361 - 363)[17]

### Vídeos musicales
- "She's Leaving Me" (Shin Seung Hun, 2000)
- "Now" (Fin.K.L, 2000)
- "Sad Love" (g.o.d., 2002)
- "You Don't Know" (g.o.d., 2002)
- "Fool" (g.o.d., 2002)
- "Love" (Kim C, 2012)[18]

### Anuncios
| Año         | Título                     | Notas                              |
| ----------- | -------------------------- | ---------------------------------- |
| 2002 - 2003 | Korea Telecom (KTF MagicN) | junto a Lee Jung-jae y Kim Min-hee |

## Premios y nominaciones
| Año  | Premio                            | Categoría                              | Trabajo Nominado            | Resultado |
| ---- | --------------------------------- | -------------------------------------- | --------------------------- | --------- |
| 2000 | KBS Drama Awards                  | Mejor Actor Joven                      | School 3                    | Ganador   |
| 2001 | MBC Drama Awards                  | Premio a la excelencia                 | Nonstop 2                   | Ganador   |
| 2001 | MBC Drama Awards                  | Actor en una Comedia                   | Nonstop 2                   | Ganador   |
| 2001 | SBS Drama Awards                  | Premio nueva estrella                  | Piano                       | Ganador   |
| 2002 | SBS Drama Awards                  | Premio a la popularidad                | Shoot for the Stars         | Ganador   |
| 2002 | SBS Drama Awards                  | Top Ten Stars                          | Shoot for the Stars         | Ganador   |
| 2004 | Baeksang Arts Awards              | Best Actor in TV                       | What Happened in Bali       | Ganador   |
| 2004 | SBS Drama Awards                  | Top Ten Stars                          | What Happened in Bali       | Ganador   |
| 2004 | SBS Drama Awards                  | Top Excellence Award, Actor            | What Happened in Bali       | Ganador   |
| 2005 | SBS Drama Awards                  | Premio al más popular                  | Spring Days                 | Ganador   |
| 2005 | SBS Drama Awards                  | Top Ten Stars                          | Spring Days                 | Ganador   |
| 2005 | Baeksang Arts Awards              | Premio a la popularidad en TV          | Spring Days                 | Ganador   |
| 2006 | Blue Dragon Film Awards           | Mejor Actor                            | A Dirty Carnival            | Ganador   |
| 2006 | Korean Film Awards                | Mejor Actor                            | A Dirty Carnival            | Ganador   |
| 2007 | Max Movie Awards                  | Mejor Actor                            | A Dirty Carnival            | Ganador   |
| 2007 | Baeksang Arts Awards              | Mejor actor en película                | A Dirty Carnival            | Ganador   |
| 2007 | Pyeongtaek Film Festival          | Nuevo mejor actor                      | A Dirty Carnival            | Ganador   |
| 2007 | Motion Pictures Day               | Actor Promesa                          | A Dirty Carnival            | Ganador   |
| 2007 | Grand Bell Awards                 | Mejor Actor                            | A Dirty Carnival            | Ganador   |
| 2007 | Mnet 20's Choice Awards           | Mejor Actor                            | A Dirty Carnival            | Ganador   |
| 2007 | Mnet 20's Choice Awards           | Estrella más fotogénica                |                             | Ganador   |
| 2007 | Mnet 20's Choice Awards           | Mejor estrella CF                      |                             | Nominado  |
| 2007 | Pusan International Film Festival | Estrella Asiática en escena            |                             | Ganador   |
| 2013 | Mnet 20's Choice Awards           | Estrella del Drama de 20 años - Hombre | That Winter, The Wind Blows | Ganador   |
| 2013 | Seoul International Drama Awards  | Actor Coreano Sobresaliente            | That Winter, The Wind Blows | Nominado  |
| 2013 | APAN Star Awards                  | Mejor actor                            | That Winter, The Wind Blows | Nominado  |
| 2013 | SBS Drama Awards                  | Top Ten Stars                          | That Winter, The Wind Blows | Ganador   |
| 2013 |                                   | Excelencia, Actor en Miniserie         | That Winter, The Wind Blows | Nominado  |
| 2013 |                                   | Premio especial SBS                    | That Winter, The Wind Blows | Ganador   |
| 2014 | APAN Star Awards:Daesan Awards    | Mejor Actor                            | It's OK, it's love          | Ganador   |
| 2014 | SBS Drama Awards                  | Top Ten Stars                          | It's OK, it's love          | Ganador   |
| 2014 | SBS Drama Awards                  | Mejor pareja con Gong Hyo Jin          | It's OK, it's love          | Ganador   |
| 2017 | 38th Blue Dragon Awards           | Premio a la popularidad                | The King                    | Ganador   |
| 2021 | 30th Annual Buil Film Award       | Popular Star Award (Male)              | Escape from Mogadishu       | Ganador   |